# Leichtathletik-Europameisterschaften 1946/4 × 400 m der Männer

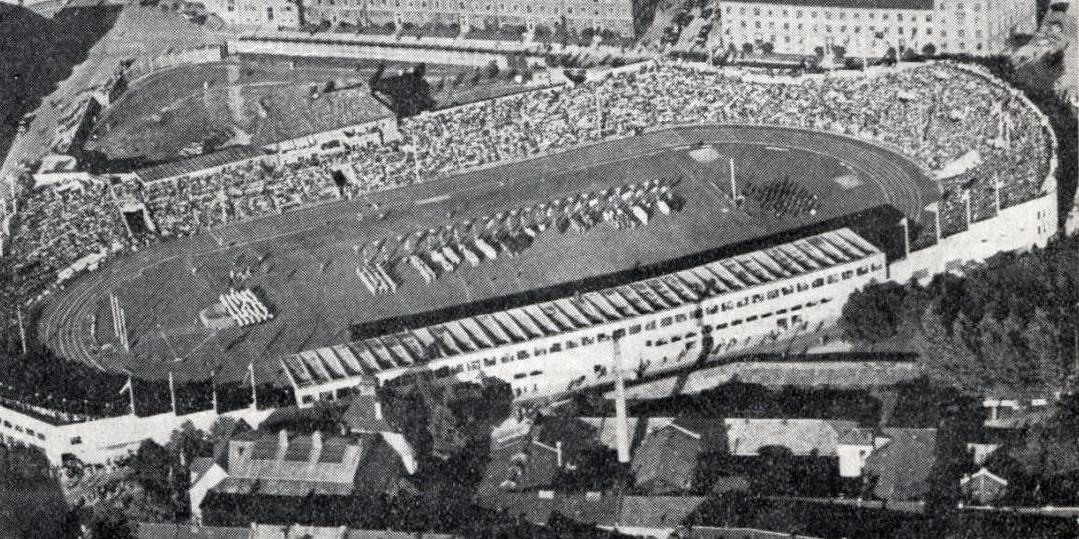
Das Bislett-Stadion in Oslo kurz nach den Europameisterschaften

Die 4-mal-400-Meter-Staffel der Männer bei den Leichtathletik-Europameisterschaften 1946 wurde am 25. August 1946 im Bislett-Stadion der norwegischen Hauptstadt Oslo ausgetragen.
Europameister wurde Frankreich mit Bernard Santona, Yves Cros, Robert Chef d’hôtel und Jacques Lunis.
Die Staffel aus Großbritannien gewann die Silbermedaille in der Besetzung Ronald Ede, Derek Pugh, Bernard Elliot und Bill Roberts.
Bronze ging an Schweden (Folke Alnevik. Stig Lindgård, Sven-Erik Nolinge, Tore Sten).

## Bestehende Rekorde
| Weltrekord           | 3:08,2 min | USA (Ivan Fuqua, Edgar Ablowich, Karl Warner, Bill Carr)                          | OS Los Angeles, USA        | 7. August 1932    |
| Europarekord         | 3:09,0 min | Großbritannien (Freddie Wolff, Godfrey Rampling, Bill Roberts, Godfrey Brown)     | OS Berlin, Deutsches Reich | 8. August 1936    |
| Meisterschaftsrekord | 3:13,7 min | Deutsches Reich (Hermann Blazejezak, Manfred Bues, Erich Linnhoff, Rudolf Harbig) | EM Paris, Frankreich       | 5. September 1938 |

Der bestehende EM-Rekord wurde bei diesen Europameisterschaften nicht erreicht. Die französische Siegerstaffel blieb mit 3:14,4 min um sieben Zehntelsekunden über diesem Rekord. Zum Europarekord fehlten 5,4 Sekunden, zum Weltrekord 6,2 Sekunden.

## Finale
25. August 1946
Es gab nur sechs Nationen, die an diesem Wettbewerb teilnahmen. So traten die Staffeln ohne weitere Vorläufe zum Finale an.
| Platz | Staffel          | Besetzung                                                              | Zeit (min) |
| ----- | ---------------- | ---------------------------------------------------------------------- | ---------- |
| 1     | Frankreich       | Bernard Santona Yves Cros Robert Chef d’hôtel Jacques Lunis            | 3:14,4     |
| 2     | Großbritannien   | Ronald Ede Derek Pugh Bernard Elliot Bill Roberts                      | 3:14,5     |
| 3     | Schweden         | Folke Alnevik Stig Lindgård Sven-Erik Nolinge Tore Sten                | 3:15,0     |
| 4     | Dänemark         | Herluf Christensen Knud Greenfort Gunnar Bergsten Niels Holst-Sørensen | 3:15,4     |
| 5     | Schweiz          | Werner Rugel Werner Christen Karl Volkmer Oskar Hardmeier              | 3:20,8     |
| 6     | Tschechoslowakei | Vlastimil Holeček Tomáš Šalé Jiří David Leopold Láznička               | 3:33,6     |